# Iosif Capotă
Iosif Capotă (n. 24 ianuarie 1912, Mărgău, Cluj – d. 2 septembrie 1958, Gherla) a fost, alături de Alexandru Dejeu, liderul unui grup de rezistență anticomunistă care a acționat în zona Huedin, județul Cluj. A fost condamnat la moarte (8 iulie 1958) și executat prin împușcare la 2 septembrie 1958, în Penitenciarul Gherla.

## Familia
Iosif Capotă s-a născut la 24 ianuarie 1912 în localitatea Mărgău, pe atunci în comitatul Cluj, într-o familie numeroasă de țărani înstăriți români greco-catolici. A absolvit Liceul „George Barițiu” din Cluj și Facultatea de Medicină Veterinară din București. Ulterior, s-a stabilit în Huedin, exercitându-și profesia în oraș și în localitățile învecinate. La Huedin și-a organizat o gospodărie prosperă, cuprinzând aproximativ 350 de oi, cabaline și bovine, și o livadă destul de mare cu pomi fructiferi. S-a căsătorit cu Elena Leu și a avut două fete: Adriana și Mariana. În septembrie 1940, după instaurarea ocupației maghiare, familia Capotă s-a refugiat la Câmpia Turzii, de unde a revenit în Huedin după 23 august 1944.

## Activitatea politică după 1945
Iosif Capotă s-a angajat în activitatea politică de partea Partidului Național Țărănesc, al cărui membru era, se pare, încă din perioada interbelică. În legătură cu intrarea sa în PNȚ există și un alt punct de vedere, conform căruia ar fi devenit membru al acestui partid abia în primăvara anului 1946. Astfel, într-o „Fișă socială” întocmită de miliția din Huedin, la capitolul „Activitatea politică din trecut” se afirmă: „A făcut parte din P.N.Ț.-Maniu din alegerile din anul 1946, a fost ca președinte de plasă și candidat de deputat”. Cert este, însă, că la alegerile din 1946, Iosif Capotă candida din partea PNȚ pentru o funcție de parlamentar ocupând poziția a treia din lista comună țărănisto-liberală, după Emil Hațieganu și Alexandru Lapedatu.
În perioada anterioară alegerilor a început și colaborarea cu Alexandru Dejeu, alături de care a pus apoi bazele unui grup anticomunist.
Și în zona Huedinului scrutinul electoral a fost marcat de incidente, printre victime aflându-se și doctorul Capotă, agresat fizic de un agitator comunist în secția de votare nr. 2 din Huedin când se numărau voturile.
În perioada de după alegeri hărțuielile asupra sa au sporit în intensitate. În martie 1947, acuzat că desfășura o „activitate instigatoare” împotriva regimului, a fost arestat pentru 10 zile. Eliberat temporar, a fost ținut mai departe sub o strictă „observare” fiind amenințat chiar cu asasinatul sau, după alte variante, cu rearestarea. Prevenit la timp în legătură cu aceste scenarii de către Mihai Simula, membru în organizația de bază a P.C.R., Iosif Capotă a părăsit Huedinul la 9 mai 1947, în locul său fiind executat tocmai cel care îi sugerase să se ascundă.

## Activitatea anticomunistă
A intrat astfel într-o etapă de peste un deceniu de viață clandestină. Inițial s-a deplasat în Ciuleni, unde era căsătorită sora sa, Susana, iar la scurt timp era considerat de Miliție și Securitate drept „conducătorul unei bande” care acționa în zona Munților Apuseni.
După o perioadă a plecat de la Ciuleni și s-a stabilit într-una din anexele gospodăriei părintești din Mărgău, unde, cu câteva intermitențe a rămas până în iunie 1952. Deși au fost făcute mai multe percheziții nu a fost găsit. Familia i-a fost supusă la mari presiuni, în 1952 fiind chiar deportată în Bărăgan, unde a rămas până în 1956. În această perioadă a ținut legătura cu membri ai Grupului „Teodor Șușman”, dar s-a dovedit adeptul unei conduite anticomuniste mai discrete și mai puțin provocatoare decât aceștia din urmă.
Din cauza presiunilor asupra familiei, în 1952 a plecat în Brăișor, unde avea multe cunoștințe personale. Aceasta a însemnat finalizarea unei prime etape din activitatea grupului „Capotă-Dejeu”.
Înainte de a fi arestat, timp de doi ani, Iosif Capotă a mai locuit și în Hodiș, lângă Brăișor.
Stabilirea lui Iosif Capotă în zona Brăișor - Hodiș și mutarea lui Alexandru Dejeu în Dragu a echivalat cu intrarea grupului „Capotă-Dejeu” într-un nou stadiu de evoluție, pe parcursul căruia au fost parțial asimilate câteva dintre trăsăturile specifice unui grup de rezistență anticomunistă. Astfel, Iosif Capotă a format un important grup de colaboratori cu care avea întâlniri constante, o activitate asemănătoare desfășurând și Alexandru Dejeu în Dragu. Din punct de vedere formal cele două sub-grupuri au făcut parte din organizația anticomunistă „Frontul Național Creștin Iuliu Maniu. Gruparea pentru Libertate, Patrie și Cruce”, denumire stabilită de Iosif Capotă încă din 1949.
Principalele acțiuni ale grupului au constat acum în redactarea și difuzarea a aproximativ 5.000 de manifeste anticomuniste, cu o tematică diversificată: desființarea bisericii greco-catolice, colectivizarea, rebeliunea antisovietică a lui Tito etc. Manifestele erau redactate de Iosif Capotă la mașina de scris și multiplicate cu indigo. Difuzarea era asigurată de către subgrupul din Brăișor la târguri sau la diverse aniversări și sărbători (23 august, 7 noiembrie, 30 decembrie), dar erau trimise și prin poștă către instituții, structuri regionale de partid, ministere, legații și ambasade.
Putem constata așadar că grupul „Capotă-Dejeu” a avut un caracter nonviolent, deși după 1952 unii dintre membri erau înarmați.
Din cauza insecurității, doctorul Capotă luase în calcul pentru primăvara anului 1958 și soluția trecerii ilegale a frontierei (în Austria într-un tren încărcat cu plante medicinale; în Italia cu un tren de conserve; într-un vagon cu cherestea din cele încărcate la depozitul de lângă Poieni).

## Arestarea, condamnarea și execuția
După aproximativ 11 ani de clandestinitate și o intensă activitate de urmărire a sa din partea autorităților, la 7 decembrie 1957 Iosif Capotă a fost arestat. 
În noaptea de 6/7 decembrie 1957 a fost transferat la Brăișor un batalion de Securitate de la Florești (jud. Cluj), care a înconjurat satul. O echipă de intervenție s-a deplasat la casa familiei Borțig Ioan, unde era ascuns Iosif Capotă. Arestarea s-a desfășurat fără incidente, ofițerii fiind confundați cu Ioan Borțig, care era așteptat să revină acasă în aceeași noapte dintr-un sat vecin. Luat cu totul prin surprindere, Iosif Capotă a încercat să se sinucidă în ultimul moment prin otrăvire dar nu a reușit.
În mai-iunie 1958 la Tribunalul Militar al Regiunii a III-a Militare din Cluj s-a desfășurat procesul lotului „Capotă-Dejeu”, format din aproximativ 50 de persoane, în trei grupuri distincte. Procesul a fost public, iar Iosif Capotă a invocat clemență pentru oamenii incriminați în dosar.
La 8 iulie 1958 a fost condamnat la moarte și a fost executat prin împușcare la Penitenciarul Gherla, în 2 septembrie 1958, după ce, în prealabil, i-a fost respins recursul de comutare a pedepsei la muncă silnică pe viață.